# آذار، ادلب
آذار (به عربی: آذار) یک روستا در سوریه است که در ناحیه الجانودیه واقع شده‌است. آذار ۸۲۱ نفر جمعیت دارد.